# Фіорентіна
Флорентійський футбольний союз «Фіоренті́на» (або «Фіоренти́на», італ. Associazione Calcio Firenze Fiorentina) — професійний італійський футбольний клуб з міста Флоренції. Заснований 26 серпня 1926 року, у Серії А провів найбільшу частину сезонів: один з чотирьох італійських клубів, які зіграли найбільше сезонів у найвищому дивізіоні чемпіонату Італії. Створений 29 серпня 1926 року при об'єднанні клуба «Фіренце» і футбольної секції молодіжної команди «Лібертас».
«Фіорентіна» виграла два титули чемпіонату Італії, у сезонах 1955–56 і 1968–69, а також шість трофеїв Кубка Італії та один Суперкубок Італії. На європейській арені «Фіорентіна» здобула Кубок володарів кубків УЄФА у сезоні 1960–61. Клуб також програв п'ять фіналів, бувши фіналістом Кубка європейських чемпіонів 1956–57 (перша італійська команда, яка вийшла у фінал найвищого континентального змагання), Кубка володарів кубків 1961–62, Кубка УЄФА 1989–90, а також у Лізі конференцій УЄФА у сезонах 2022–23 та 2023–24, ставши першим клубом в історії змагання, який двічі поспіль виходив у фінал і двічі поспіль зазнавав поразок.
«Фіорентіна» — одна з п'ятнадцяти європейських команд, які грали у фіналах усіх трьох головних континентальних змагань (Кубка європейських чемпіонів/Ліги чемпіонів, Кубка володарів кубків УЄФА та Кубка УЄФА/Ліги Європи), а в 2023 році, коли команда вийшла у фінал Ліги конференцій УЄФА, «Фіорентіна» стала першою командою, що грала у фіналах усіх чотирьох головних європейських клубних змагань (за винятком одноразового матчу Суперкубка УЄФА).
Команда проводить домашні матчі на «Артеміо Франкі» з 1931 року, який вміщує 43 147 вболівальників. Стадіон декілька разів змінював назву, та був реконструйований. Зараз «Фіорентіна» широко відома під прізвиськом Пурпурові (італ. Viola) через колір своєї домашньої форми.

## Склад команди
Станом на 15 серпня 2025
| №  | Поз. | Нац.                 | Гравець                |
| -- | ---- | -------------------- | ---------------------- |
| 2  | ЗХ   | Бразилія             | Додо                   |
| 3  | ПЗ   | Італія               | Алессандро Б'янко      |
| 4  | ПЗ   | Італія               | Якопо Фаццині          |
| 5  | ЗХ   | Хорватія             | Марин Понграчич        |
| 6  | ЗХ   | Італія               | Лука Раньєрі (капітан) |
| 7  | ПЗ   | Швейцарія            | Сімон Зом              |
| 8  | ПЗ   | Італія               | Роландо Мандрагора     |
| 9  | НП   | Аргентина            | Лукас Бельтран         |
| 10 | НП   | Ісландія             | Альберт Гудмундссон    |
| 11 | НП   | Боснія і Герцеговина | Едін Джеко             |
| 14 | ЗХ   | Швейцарія            | Еман Кошпо             |
| 15 | ЗХ   | Італія               | П'єтро Комуццо         |
| 16 | ЗХ   | Італія               | Нікколо Фортіні        |

| №  | Поз. | Нац.        | Гравець            |
| -- | ---- | ----------- | ------------------ |
| 17 | ПЗ   | Марокко     | Абдельхамід Сабірі |
| 18 | ЗХ   | Іспанія     | Пабло Марі         |
| 19 | ЗХ   | Італія      | Маттіа Віті        |
| 20 | НП   | Італія      | Мойзе Кен          |
| 21 | ЗХ   | Німеччина   | Робін Гозенс       |
| 21 | ПЗ   | Марокко     | Амір Річардсон     |
| 27 | ПЗ   | Італія      | Шер Ндур           |
| 30 | ВР   | Італія      | Томазо Мартінеллі  |
| 43 | ВР   | Іспанія     | Давід де Хеа       |
| 44 | ПЗ   | Італія      | Ніколо Фаджолі     |
| 53 | ВР   | Італія      | Лука Леццеріні     |
| 65 | ЗХ   | Італія      | Фабіано Парізі     |
| 99 | НП   | Кот-д'Івуар | Крістіан Куаме     |

## Досягнення
- Чемпіон Італії (2) — 1955/56, 1968/69
- Володар Кубка Італії (6) — 1939/40, 1960/61, 1965/66, 1974/75, 1995/96, 2000/01
- Володар Суперкубка Італії (1) — 1996
- Володар Кубка Кубків УЄФА (1) — 1960/61

Кубок УЄФА:
- Фіналіст (1): 1989/90
- Володар Кубка Мітропи (1) — 1966

Ліга конференцій:
- Фіналіст (2): 2022/23, 2023/24

## Переможці міжнародних турнірів

### Чемпіони світу
- Маріо Піцціоло (1934)
- Джанкарло Антоньйоні (1982)
- Джованні Галлі (1982)
- Данієле Массаро (1982)
- П'єтро Верховод (1982)
- Лука Тоні (2006)
- Альберто Джилардіно (2006)

### Чемпіони Європи
- Джанкарло Де Сісті (1968)
- Зісіс Врізас (2004)

### Олімпійські чемпіони
- Маріо Піччині (1936)
- Альфонсо Негро (1936)

### Переможці Кубку конфедерацій
- Габрієль Батістута (1992)
- Феліпе Мело (2009)